# Elektriciteitscentrale Viborg
Elektriciteitscentrale Viborg (Viborg Kraftvarmeværk - Viborg WKK 1) ligt aan de rand van de stad Viborg in Denemarken.
Deze gasgestookte centrale heeft een vermogen van 57 MW. Het gebouw van de architecten Peter Kjelgaard en Thomas Pedersen heeft de vorm van twee grote schelpen rondom de ketelruimte. De schoorsteen is 50 meter hoog.